# Masdevallia elephanticeps
Masdevallia elephanticeps là một loài lan phân bố ở vùng có độ cao lớn ở the Eastern Cordillera of Colombia.

## Hình ảnh

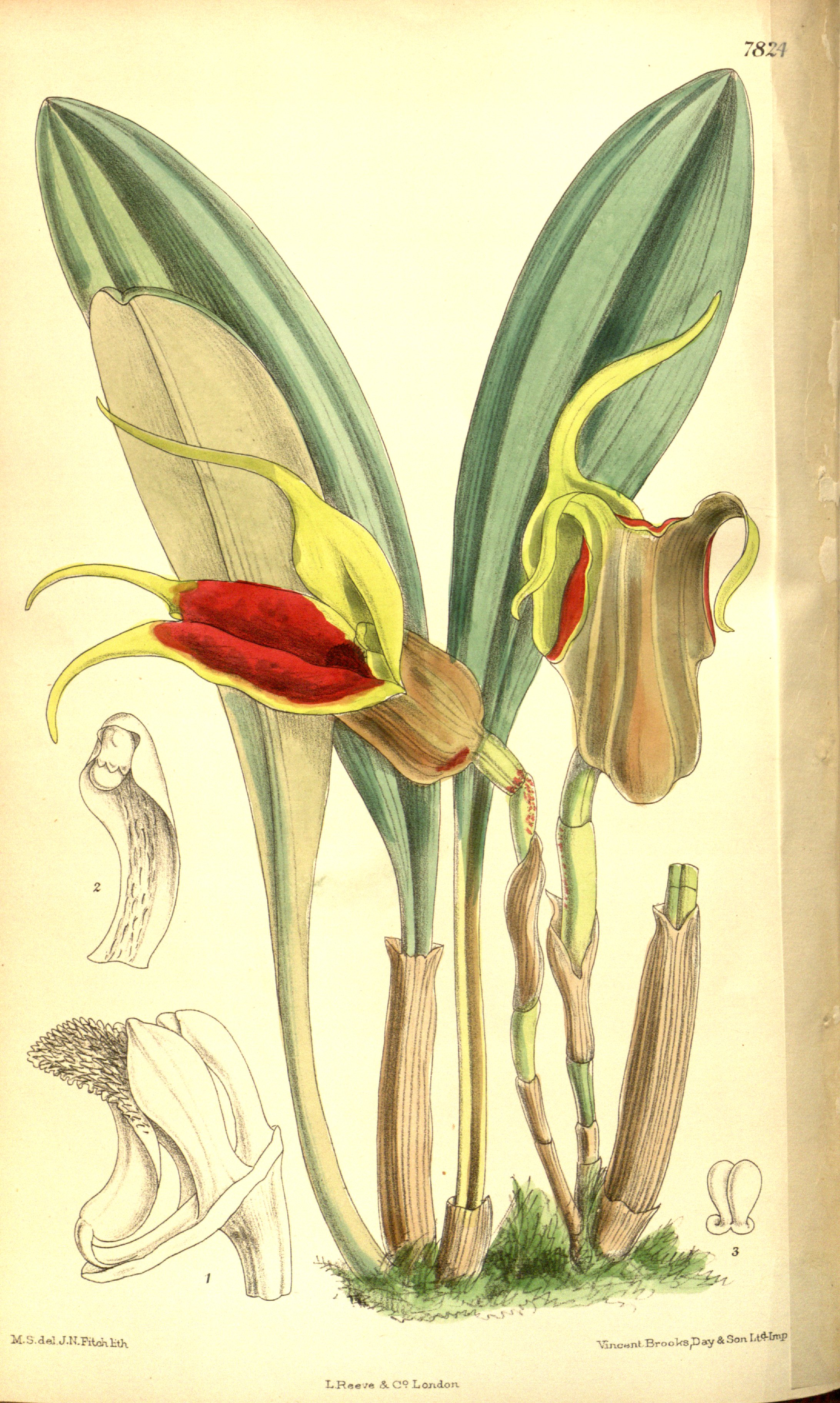
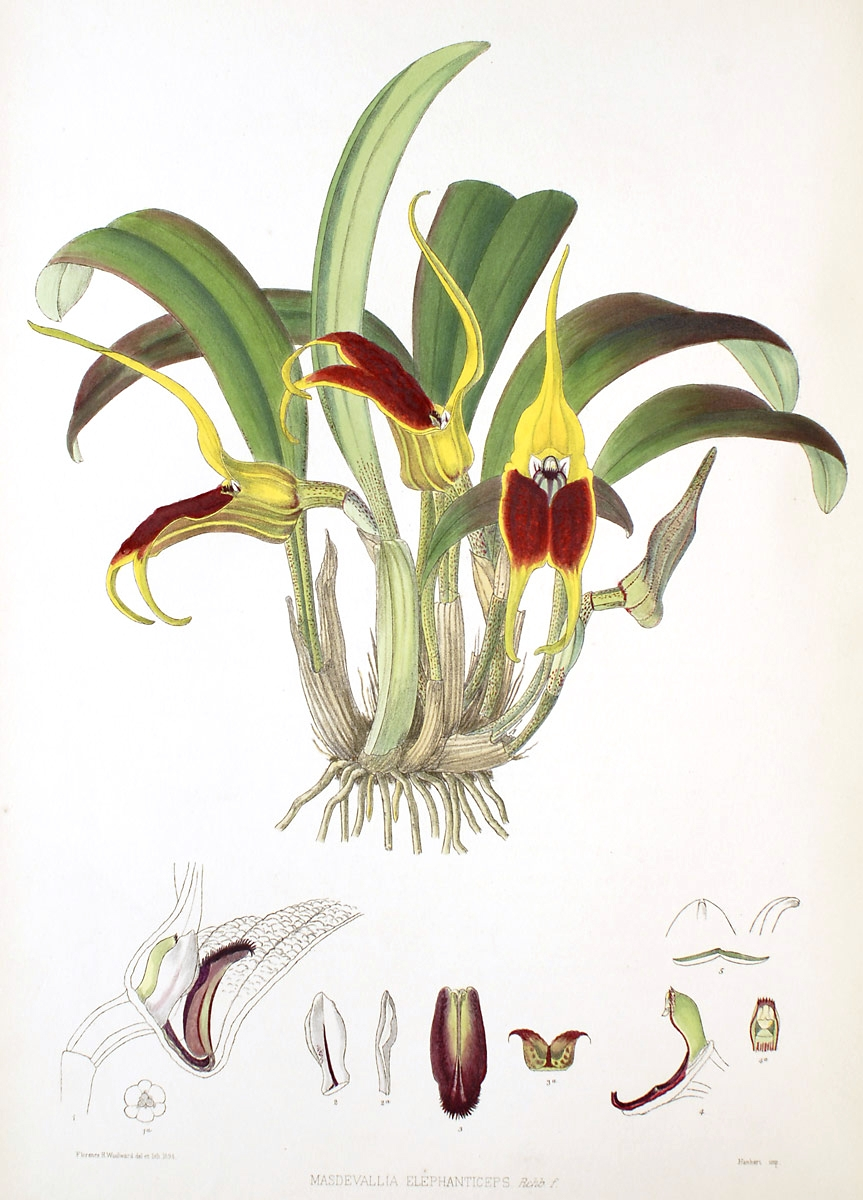